# オリヴェート・ルカーノ
オリヴェート・ルカーノ（イタリア語: Oliveto Lucano）は、イタリア共和国バジリカータ州マテーラ県にある、人口約400人の基礎自治体（コムーネ）。

## 地理

### 位置・広がり

#### 隣接コムーネ
隣接するコムーネは以下の通り。
- アッチェットゥーラ
- カルチャーノ
- ガラグーゾ
- サン・マウロ・フォルテ